# Bot Salvavides de Calafell
El Bot Salvavides de Calafell és un bot salvavides històric del municipi de Calafell (Baix Penedès), construït el 1920 per al rescat de mariners, que es caracteritza per ser insumergible. Actualment l'entitat Bot Salvavides de Calafell utilitza una rèplica per a fer exhibicions turístiques, fent voltar el bot.

## Descripció
El bot té un equilibri molt aconseguit entre la seva estructura i la distribució dels compartiments estancs i contrapesos, que el fa únic i pràcticament insubmergible. Mesura 10 metres i 15 centímetres d'eslora, 2 metres i mig de mànega i un metre de puntal. Porta cinc rems per costat. Està proveït d'escues per poder avarar i treure. A la rèplica actual les taules corren paral·leles a la quilla, a diferència de l'original en què hi havia doble casc amb folre. Tot el casc està perfectament calafatejat i clavat. Els castells de proa i popa són compartiments estancs. Els contrapesos són de plom i consisteixen en dues tires que, adossades a cada costat, corren al llarg de la quilla, subjectes a trams, de grossos perns. També està preparat per navegar a la vela, amb aparell de navegació llatina de vela baixa.

## Història
A principis del segle XX eren freqüents les pèrdues de mariners a causa dels temporals. El 1905 es va constituir la primera Junta per fundar una estació de Salvament a la platja de Calafell, que el 1920 va disposar del bot salvavides, construït a les drassanes Corbeto de Barcelona, igual que la majoria d'embarcacions de salvament de les mateixes dècades. El 13 de gener de 1921 el bot va efectuar el primer salvament dels tripulants d'una barca de pesca que segons sembla estava en perill d’enfonsar-se.
Entre 1921 i 1954 va efectuar nombroses sortides a rescatar nàufrags. La darrera sortida del Bot que es recorda es va produir el 20 de juny del 1954, per a avisar que es girava mal temps, i es va aprofitar per buscar un nen de 12 anys que havia embarcat aquell matí amb el seu pare, i es temia per la seva seguretat.
La primera vegada que el Bot Salvavides va donar la primera volta d'exhibició va ser el 24 d’agost de l'any 1954, a Sitges, en els actes de la Festa Major.
El declivi de la pesca, quan l'auge del turisme, i l'aparició de les embarcacions a motor, va ser també el declivi del Bot. Va quedar abandonat, primer a Calafell, i el 1975 es va traslladar a Tarragona, per a ser exhibit en el futur Museu Etnològic del Mar que mai es va construir. Allá va patir espoliació de les parts metàl·liques i un incendi, fins que el 1984 un grup de persones de Calafell va iniciar una campanya de conscienciació, aconseguint que el bot retornés a Calafell el 1989. Aquest any, l'Ajuntament de Calafell va fer una rèplica del bot, que durant dècades es va utilitzar per a fer exhibicions.
El 2018 es va construir una caseta a la platja, per emplaçar i exhibir el bot. El 2021, a causa del mal estat del bot, es va construir una nova rèplica, a les drassanes Astilleros Garrido, d'O Grove (Pontevedra).
El 2022 es van incorporar dones a la tripulació del bot, que fins aleshores havia estat constituïda únicament per homes.